# Europäischer Verein für Wanderarbeiterfragen
Der Europäische Verein für Wanderarbeiterfragen e. V. (EVW; englisch: European Migrant Workers Union (EMWU)) ist eine Lobbyorganisation, die sich für die Rechte der Wanderarbeiter einsetzt. Sein Sitz ist München. Er hat die Rechtsform des eingetragenen Vereins und wurde 2004 auf Initiative der IG Bauen-Agrar-Umwelt gegründet. 
Der Verband, der sich als parteipolitisch unabhängig sieht, setzt sich für Arbeitnehmer im Bereich der Bauwirtschaft und der Land- und Forstwirtschaft ein, die in andere Länder entsandt werden. Die meisten EVW-Mitglieder sind Polen, zweitgrößte Gruppe sind Rumänen, außerdem Ungarn, Bulgaren und Türken.